# Estratificació creuada

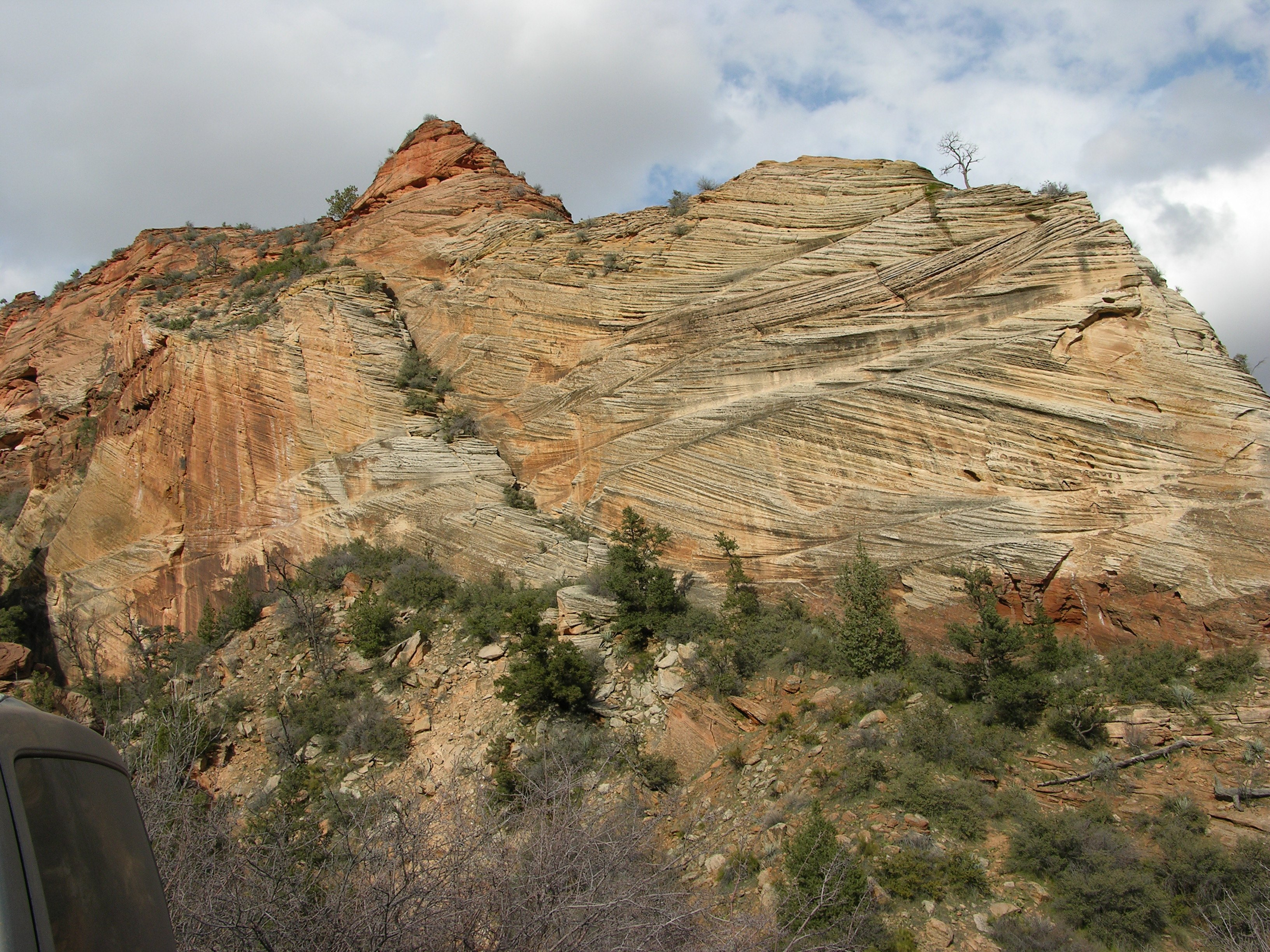
Llit creuat de marès prop de la carretera de Mt. Carmel, Zion Canyon, indicant que l'acció del vent i la sorra que va formar la duna s'havia produït abans de la formació de la roca

En geologia, l'estructura sedimentària coneguda com a estratificació creuada (en anglès, cross-bedding) són unitats (gairebé) horitzontals que es componen de capes internes inclinades. Aquest és un cas en geologia en el qual l'estratificació de la deposició original s'inclina, i la inclinació no és un resultat de la deformació posterior a la deposició. L'estratificació creuada o «conjunts» és el grups de capes inclinades, i les capes inclinades es coneixen com a estrats creuats.
L'estratificació creuada es forma durant la deposició sobre formes del fons de superfícies inclinades, com ara ondulacions i dunes, i indica que l'ambient del dipòsit contenia un medi fluid (normalment aigua o vent). Exemples d'aquestes formes de fons són les ondulacions, dunes, antidunes, ones de sorra, monticles, bancs de sorra, i el front deltaic.
Un llit amb una estratificació creuada (llit creuat) són capes de sediments que estan inclinades respecte a la base i la part superior del llit que estan associats. Els llits creuats poden dir als geòlegs moderns moltes coses sobre els antics ambients, com el medi ambient del dipòsit, la direcció de transport de sediments (paleocorrent) i les condicions ambientals, fins i tot en el moment de la deposició.
En general, les unitats en el registre de la roca es coneixen com a llits, mentre que les capes constituents que componen el llit es coneixen com a làmines, quan són menys d'1 cm de gruix, i estrats quan són més grans d'1 cm de gruix. El llit creuat està molt estès en molts entorns. Els entorns en què el moviment de l'aigua és prou ràpid i prou profund per desenvolupar formes del fons a gran escala es divideixen en tres grups naturals: fluvial, costaner dominat per les marees, i marí poc profund.

## Significació

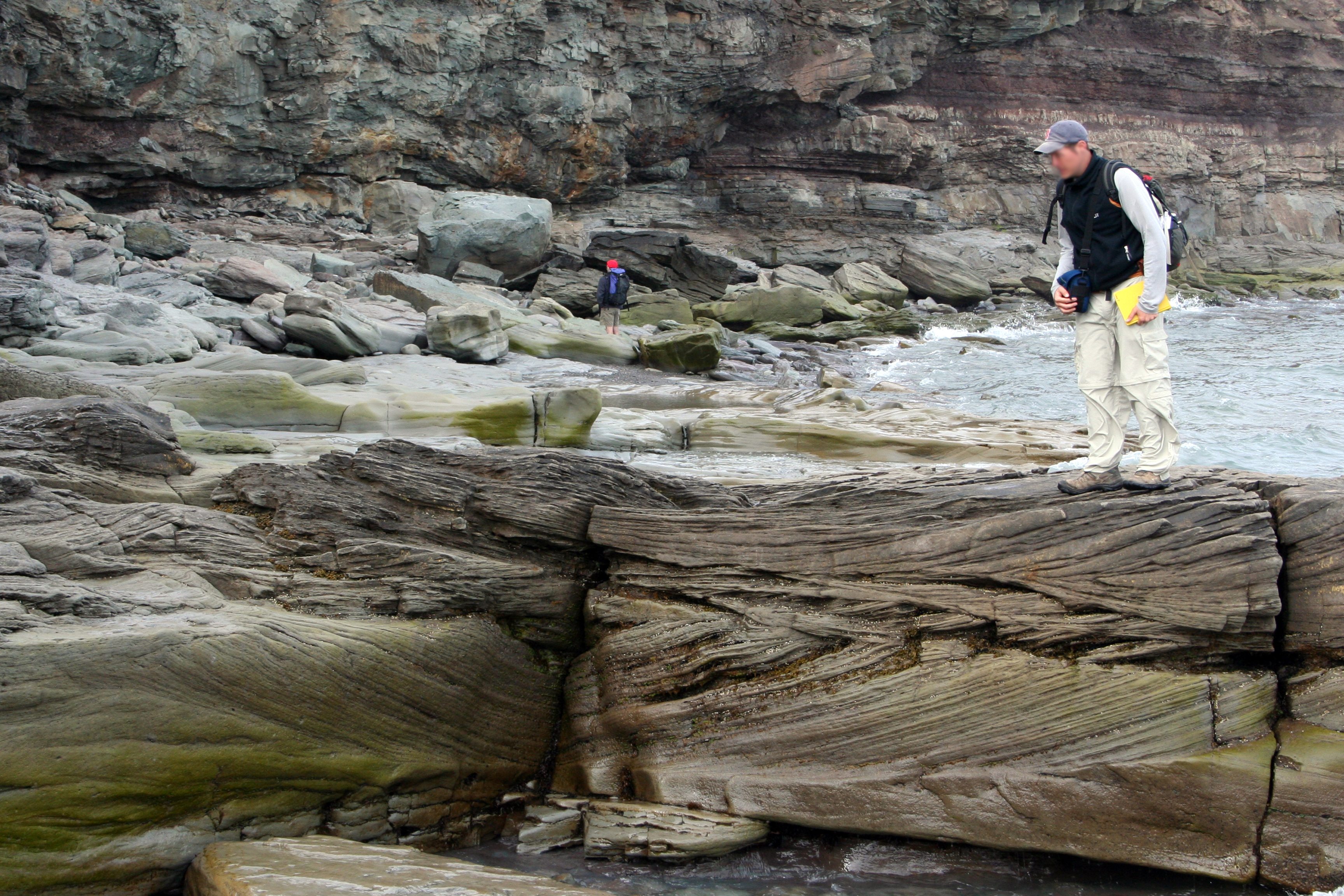
Estratificació creuada a través de la Waddens Cove Formation, Nova Escòcia

Els llits creuats poden dir molt als geòlegs sobre com era antigament l'àrea. La direcció dels llits són indicacions del capbussament dels paleocorrents, la direcció aproximada del transport dels sediments. També el tipus i l'estat dels sediments poden dir als geòlegs el tipus d'ambient (arrodoniment, classificació, composició ...). L'estudi d'anàlegs moderns permeten als geòlegs treure conclusions sobre ambients antics. El paleocorrent es pot determinar veient una secció transversal d'un conjunt de llits creuats. No obstant això, per obtenir una lectura correcta, l'eix dels llits ha de ser visible. És difícil distingir entre els llits transversals d'una duna i els llits transversal d'una antiduna: això podria conduir a una interpretació errònia, ja que les dunes es capbussen aigües avall mentre que les antidunes es capbussen aigües amunt. La direcció del moviment dels llits creuats també pot mostrar el flux antic o direccions del vent (anomenats paleoflux).
En el front deltaic, els sediments es dipositen en l'angle de repòs (~ 34º des de l'horitzontal), de manera que els geòlegs són capaços de mesurar la direcció de capbussament dels sediments dels llits creuats i calcular la direcció del paleocorrent. No obstant això, la majoria dels llits creuats no són tabulars sino que tenen depressions. Les depressions poden donar una variació de 180° en la inclinació del front deltaic, i es poden pendre falsos paleocorrents per mesures cegues del front deltaic. En aquest cas, la veritable direcció del paleocorrent es determina per l'eix de la cubeta. El sentit del paleocorrent és important en la reconstrucció dels patrons climàtics i de drenatge anteriors: les dunes de sorra conserven les direccions de vent predominants, i les ondulacions actuals mostren la direcció dels rius quan fluïen.

## Formació

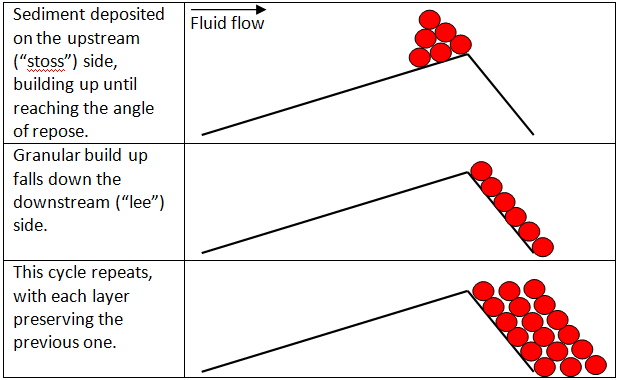
Formació de l'estratificació creuada

L'estratificació creuada es forma per la migració dels sediments (saltació) en direcció d'un fluid que flueix (aigua o vent) a través de les formes del fons, com ara ondulacions o dunes. El flux del fluid fa que els grans de sorra saltin cap amunt (xoc) de les formes del fons i que es recullin en el pic fins que s'aconsegueix l'angle de repòs. En aquest punt, la cresta de material granular es torna massa gran i és vençut per la força del fluid dipositant, caient pel costat d'aigües avall (o sotavent) de la duna. Finalment, repetides allaus formaran l'estructura sedimentària coneguda com a estratificació creuada, amb el capbussament de l'estructura en la direcció del paleocorrent.
El sediment que passa a formar estratificació creuada és generalment ordenat, abans i durant la deposició en el costat d'agües avall (o sotavent) de la duna, permetent que els estrats creuats siguin reconeguts en roques i dipòsits de sediments.
L'angle i la direcció de llits creuats són generalment bastant constants. Els llits creuats individuals poden variar en gruix de només unes poques desenes de centímetres, fins a centenars de metres o més, depenent de l'ambient de dipòsit i la mida de les formes del fons. El llit creuat es pot formar en qualsevol entorn en el qual flueix un fluid sobre un llit de material mòbil. És més comú en els dipòsits dels rius (que consisteix en sorra i grava), zones de marea, i en dunes eòliques.

### Patrons de classificació interns

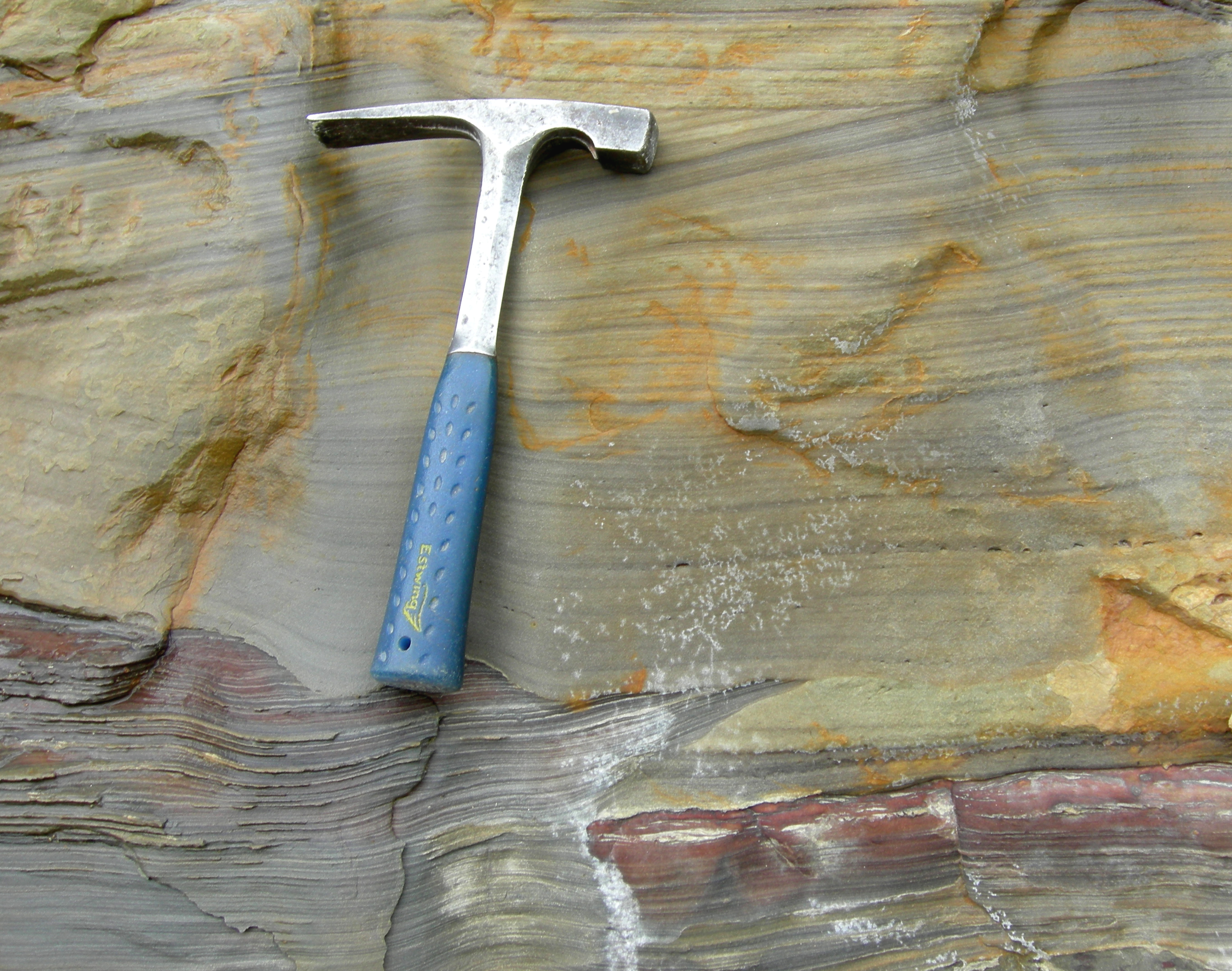
Primer pla d'estratificació creuada i marques de corrent. Logan Formation, Ohio

Els sediments dels llits creuats són reconeguts en el camp per estar dipositats en moltes capes, que són la sèrie de capes que es formen a la banda d'aigües avall (o sotavent) de la forma del fons (ondulació o dunes). Aquests capes són individualment diferenciables a causa de la petita escala de separació entre les capes de material de diferents mides i densitats.
Els llits creuats també poden ser reconeguts per truncaments en grups de les capes, on els dipòsits del flux prèviament existents són erosionats i, per una inundació posterior, es dipositen nous sediments sobre les noves formes del fons de la zona erosionada

### Geometries
L'estratificació creuada es pot subdividir d'acord amb la geometria dels conjunts i els estrats creuats en subcategories. Els tipus més comunament descrits són: 
- el llit creuat tabular (o llit creuat pla), que es compon d'unitats de llits creuats que són extenses horitzontalment amb relació al gruix conjunt i que tenen essencialment una superfície d'unió plana.[5]
- el llit creuat còncau, que consisteix en unitats de llits creuats en què es corben les superfícies de delimitació i, per tant, estàn limitades en extensió horitzontal.[5]

També hi ha altres tipus especials d'estratificació creuada:
- estratificació creuada longitudinal (èpsilon): En aquest cas, l'estratificació és generada per corrents paral·leles a la disposició de les capes. Sovint es troba a l'entorn d'un riu, especialment en els meandres del riu, però també es troba en l'entorn intermareal, on poden formar petits canals.
- estratificació creuada per l'ompliment del canal: Aquest tipus d'estratificació es produeix en presència dels processos d'ompliment i migració dels canals que s'alternen en el temps, que produeixen seqüències verticals caracteritzades per l'estratificació creuada en gran escala. La geometria clàssica d'aquesta estratificació pren el nom de fistonat, pel fet que apareixen en l'aflorament com un seguit de fistons (arcs invertits) que es solapen.

#### Llit creuat tabular (pla)

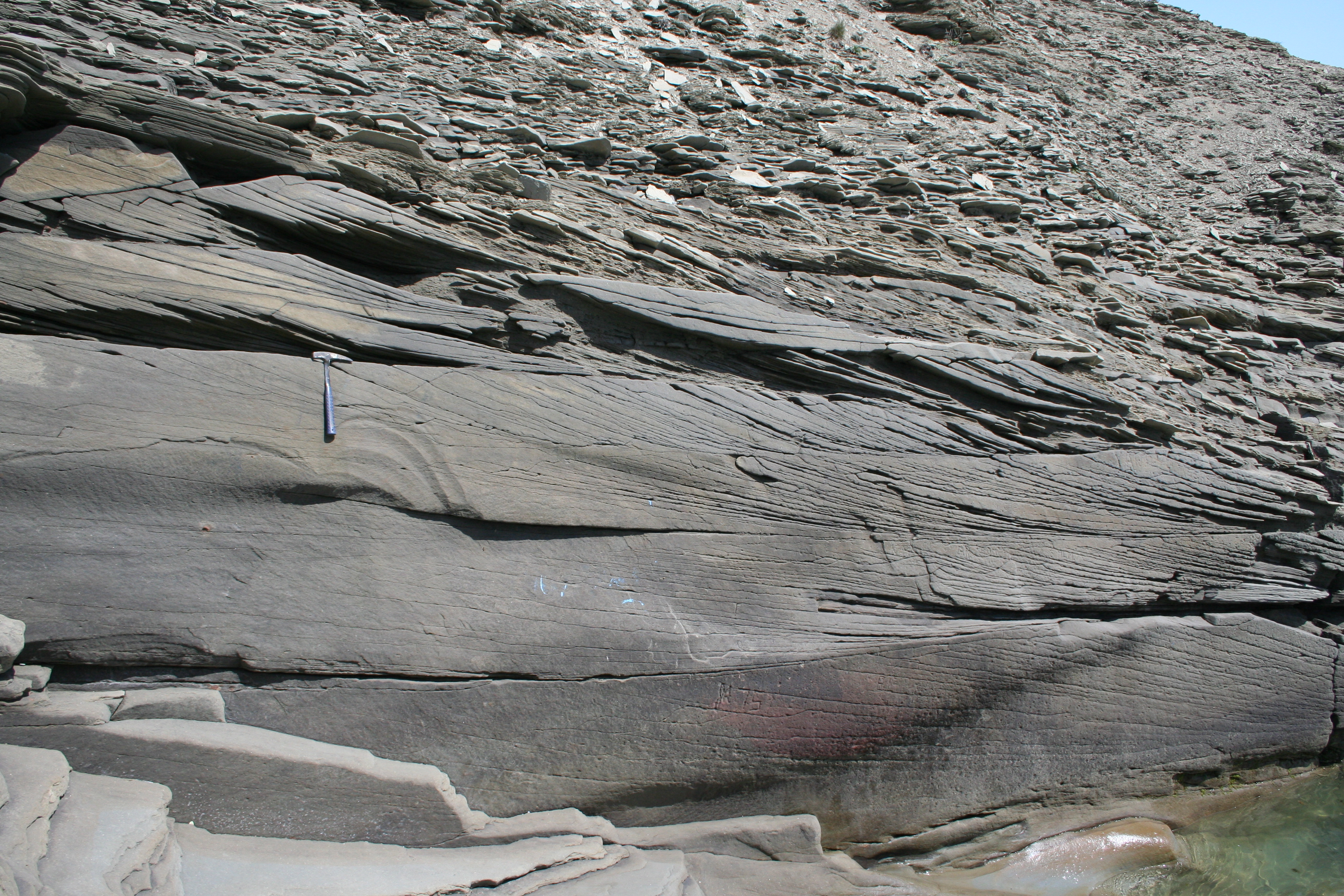
Llit creuat tabular en South Bar Formation, en Nova Escòcia

El llit creuat tabular consisteixen en unitats de llits creuats de gran extensió horitzontal en relació al seu gruix i que tenen essencialment plana superfície d'unió. Les làmines del llit creuat tabular estan corbades de manera que són tangents a la superfície basal.
El llit creuat tabular està format principalment per la migració de gran escala d'ondulacions de cresta i dunes. Es forma durant els règims de flux baix. Els llits individuals varien en gruix d'unes poques desenes de centímetres a un metre o més, però s'han observat llits amb un gruix de fins a 10 centímetres. Quan l'altura de conjunt és menys de 6 centímetres i les capes d'estratificació creuada són només d'uns pocs mil·límetres de gruix, s'utilitza el terme «laminació creuada», en lloc de «estratificació creuada».
Els sistemes del llit creuat es produeixen normalment en els sediments granulars, especialment pedra sorrenca, i indiquen que els sediments van ser dipositats com ondulacions o dunes que van avançar causa d'un corrent d'aigua o aire.

#### Llit creuat còncau

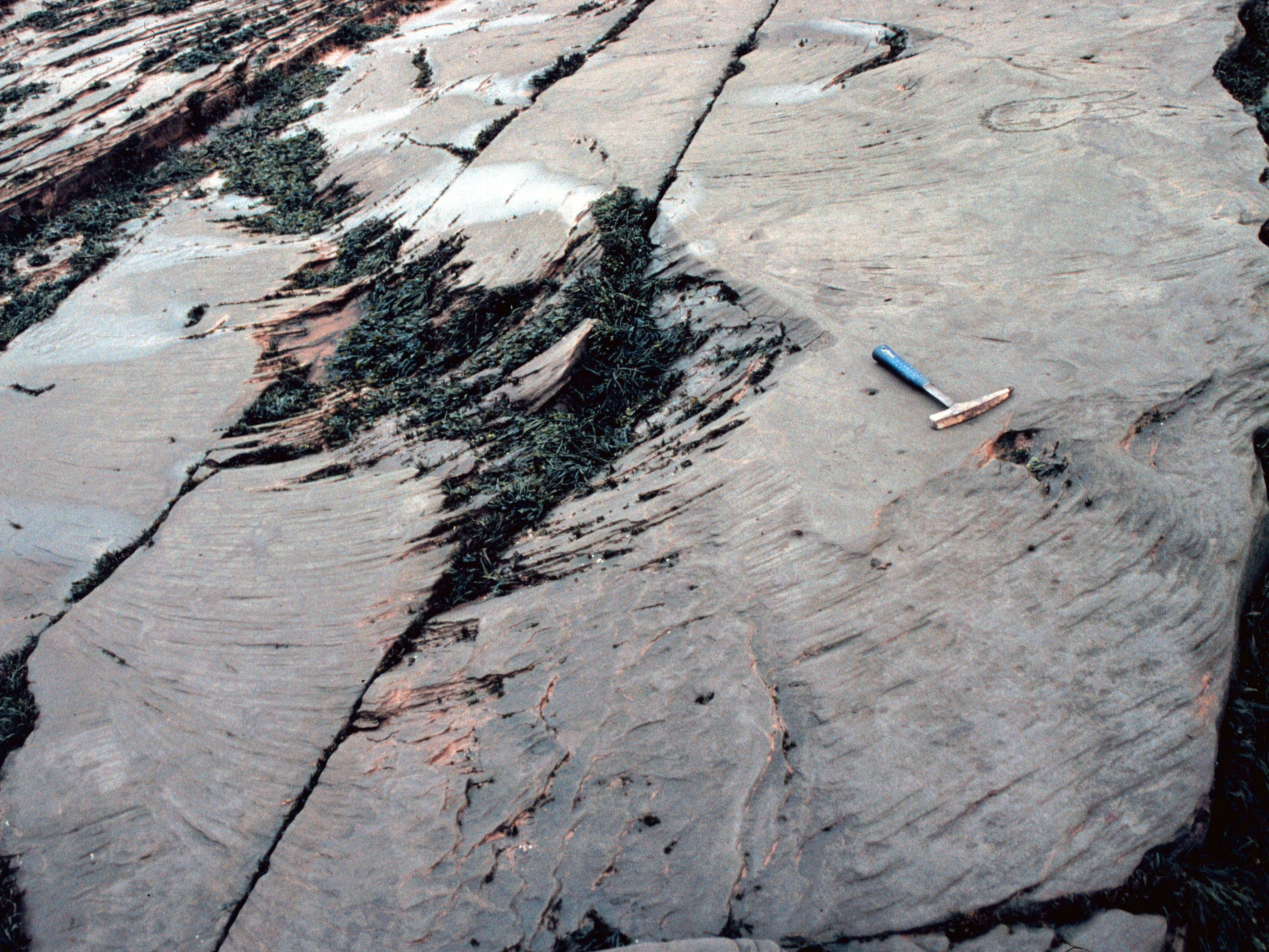
Llit creuat còncau en Lower Cove Formation, Nova Escòcia

El llit creuat còncau té un angle amb relació a la base o la part superior dels llits dels voltants. Als llits creuats còncaus, els sediments es dipositen amb un angle en lloc de dipositar-se en horitzontal i deformar-se més endavant.
Els llits creuats còncaus tenen superfícies inferiors que estan corbades o en forma de cullera, que donen forma i trunquen els llits subjacents. Les capes de sediments també són corbes i es fusionen tangencialment amb la superfície inferior. Estan associadts amb la migració de les dunes des sorra.

### Els sediments
La forma dels grans, i la classificació i composició dels sediments pot proporcionar informació addicional sobre la història dels llits creuadts.
La rodonesa dels grans, la variació limitada en la mida de gra i un alt contingut de quars s'atribueix generalment a les històries més llargues de l'erosió i transport de sediments. Per exemple: un gra ben arrodonit i la sorra ben ordenada que es compon sobretot de grans de quars es troba comunament en entorns de platja, lluny de la font dels sediments. Sediments mal classificats i angulars que es componen d'una diversitat de minerals es troba més comunament en els rius, prop de la font del sediment.
No obstant això, els dipòsits sedimentaris d'edat avançada són freqüentment erosionats i remoguts. Per tant, un riu bé pot erosionar una formació més antiga de grans bé arrodonits, sorres de platja ben classificades de quars gairebé pur...

## Entorns

### Entorn fluvial

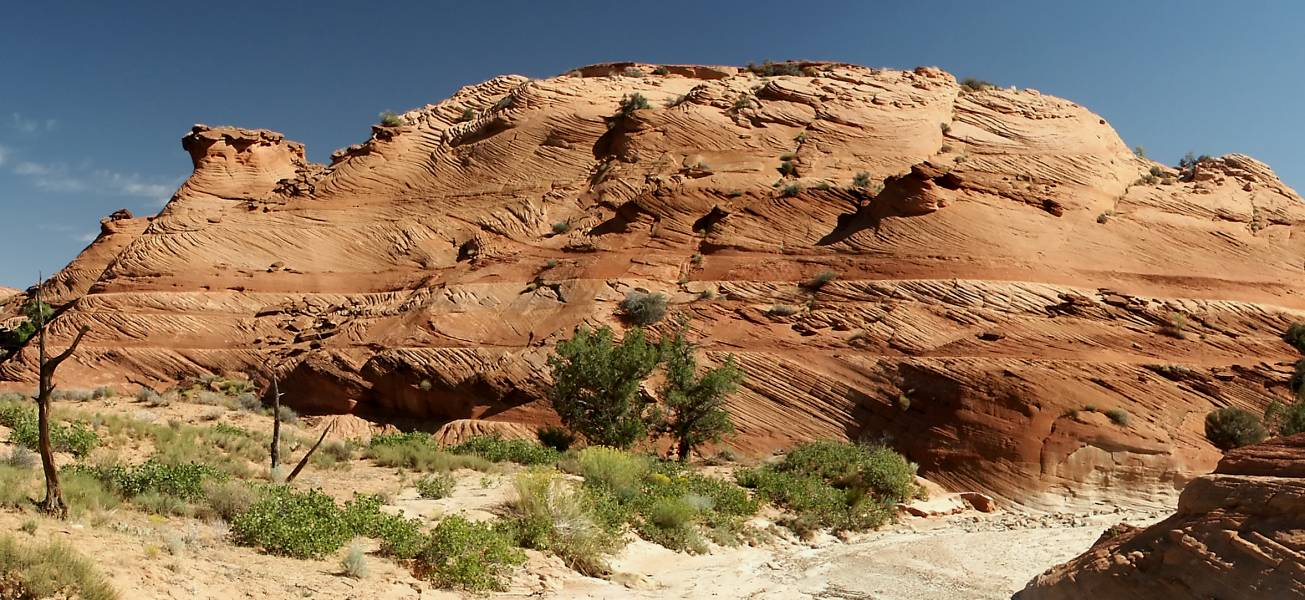
Llit creuat en una cúpula de pedra arenisca al Canyons of the Escalante

Els fluxos es caracteritzen pel clima (la neu, la pluja i el desglaç) i el gradient. Les variacions de descàrrega mesurades en una varietat d'escales de temps poden canviar per la profunditat de l'aigua i la velocitat. Alguns rius es poden caracteritzar per una predicció estacionària, controlada amb un hidrograma (que reflecteix el desglaç de la neu o l'època de pluges). Altres estan dominats per les variacions duracionals característiques pel vessament de les glaceres alpines o de tempestes a l'atzar, que produeixen una gran descàrrega. Pocs rius tenen un registre a llarg termini de flux constant en el registre de la roca.
Els llits són magatzems de sediments relativament dinàmics, amb un temps de resposta que són curts en relació amb els canvis importants en les característiques del flux. A gran escala, la forma del llit és periòdic i ocorre al canal (escalat de profunditat). La seva presència i la variabilitat morfològica han estat relacionades amb la força del flux expressada com la velocitat mitjana o la força de tall. En un ambient fluvial, l'aigua d'un corrent pot perdre energia i la seva capacitat de transport de sediments. Llavors, el sediment queda fora de l'aigua i es diposita al llarg d'un banc de sorra. Amb el temps, el riu pot assecar-se i el banc de sorra pot ser conservat com una estratificació creuada.

### Entorn dominat per les marees
Els entorns dominats per les marees inclouen:
- les masses d'aigua costaneres que estan parcialment tancades topogràficament, però, tenen una connexió lliure a la mar.
- les línies de costa que tenen un rang de marea de més d'un metre.
- les àrees en les que el volum d'escorrentia de l'aigua és baixa en relació amb el volum corrent o impacte.

En general, com més gran és l'amplitud de la marea, més gran és la força màxima de flux.
L'estratificació creuada en zones dominades per les marees pot conduir a la formació de l'estratificació creuada d'«espina de peix» (en anglès: herringbone).
Tot i que la direcció del flux s'inverteix periòdicament, els patrons de flux d'inundació normalment no coincideixen amb els corrents de reflux. En conseqüència, el sediment de l'aigua i el transport pot seguir una ruta indirecta dins i fora de l'estuari. Això condueix a sistemes espacialment variats en algunes parts de l'estuari, on algunes parts dominen les inundacions i altres parts domina el reflux. La variabilitat temporal i espacial de flux i el transport de sediments, juntament amb la regular fluctuació dels nivells de l'aigua, crea una varietat morfològica de formes del fons.

### Entorn marí poc profund
A gran escala, les formes del fons ocorren a poca profunditat, en la superfície de dipòsits de clasts de carbonats i en plataformes continentals, que es veuen afectades per les fortes corrents geostròfiques, fortes tempestes ocasionals i/o corrents de marea.

### Entorn eòlic

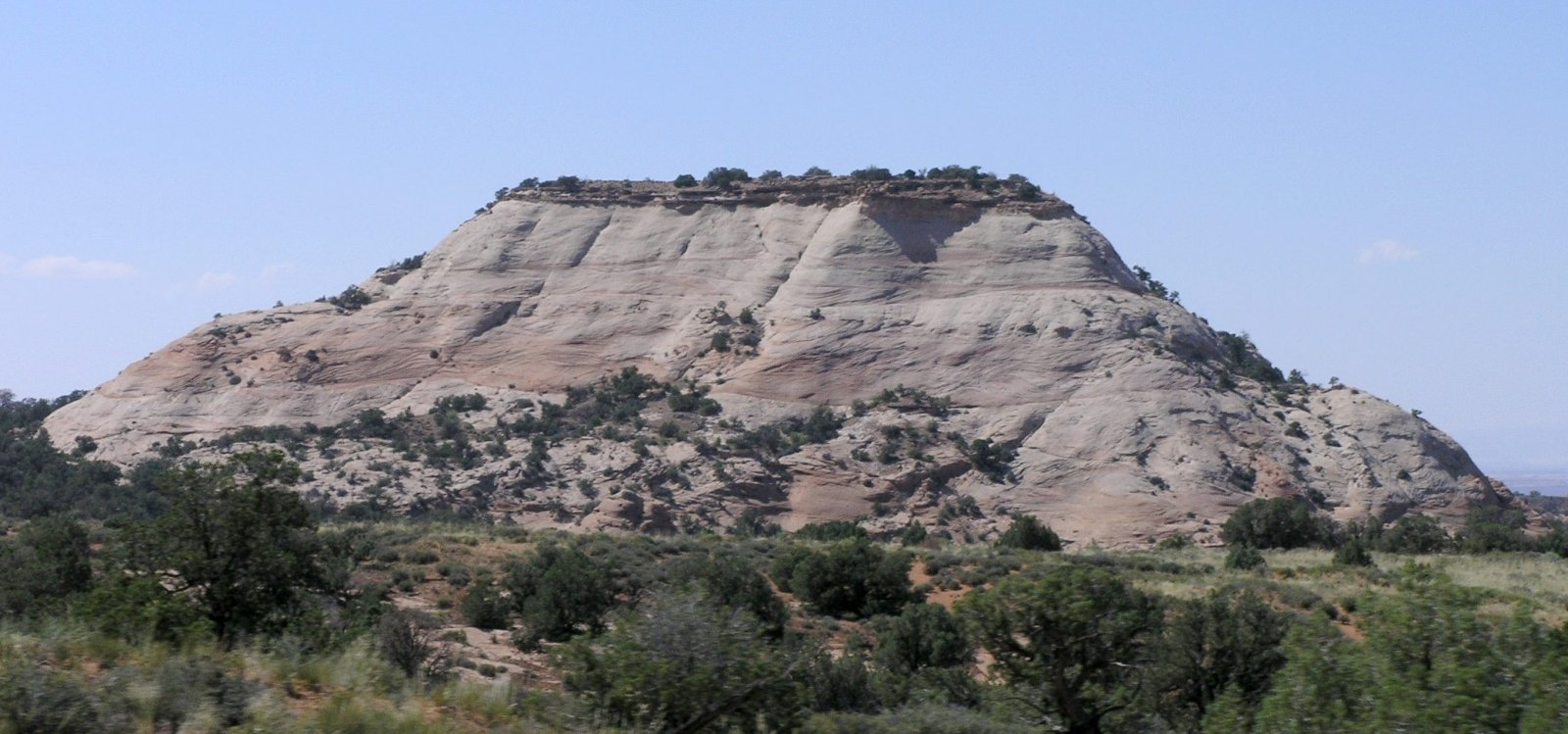
Alguns llits creuats de dunes de sorra poden ser grans, com per exemple els dipòsits d'erg del Juràssic de Navajo Sandstone, Canyonlands National Park

En un entorn eòlic, els llits creuats sovint exhibeixen la graduació inversa causa de la seva deposició pels fluxos de gra.
Els vents bufen sediments al llarg del sòl fins que comencen a acumular-se; el costat que l'acumulació es produeix se'n diu el costat de sobrevent. A mesura que es continua acumulant, alguns sediments cauen sobre l'extrem; aquest costat és denominat el costat de sotavent. El fluxos de grans es produeixen quan el costat de sobrevent s'acumula massa sediment, l'angle de repòs és assolit i el sediment cau sota. A mesura que s'acumula més sediments a la part superior, el pes fa que el sediment subjacent es cimenti junt i forma llits creuats.